# Berlin Crime
Berlin Crime (BC) ist ein 1997 gegründeter Zusammenschluss verschiedener Berliner Hip-Hop-Aktivisten.

## Geschichte
Die Berliner Gruppierung Berlin Crime entstand im Februar des Jahres 1997 mit der Namensgebung des Mitbegründers Arye Sharuz „BossARO“ Shalicar durch einen Zusammenschluss von Sprayern verschiedener Graffiti-Gangs aus verschiedenen Berliner Bezirken mit der Ambition, die größte Gang Berlins zu werden. Mit anfänglich circa 10 Mitgliedern erreichte Berlin Crime zeitweise eine Mitgliederzahl von bis zu 150 Mitgliedern und erregte sowohl im Berliner Stadtbild durch großflächige Bombings als auch medial durch Vandalismus und Randale immense Aufmerksamkeit. Laut BossARO Shalicar selbst ging es weniger um Kunst als um Respekt.
Aufgrund von vermehrten Konflikten mit den Strafverfolgungsbehörden entschieden sich vereinzelte Mitglieder für eine Karriere als Rap-Musiker, weshalb sich die Gruppierung in den Folgejahren von einer Sprayer-Crew zu einer Rap-Crew wandelte. Einige dieser Künstler wurden in der Musikbranche schließlich über den Zusammenschluss Bassboxxx unter den Künstlernamen Frauenarzt, Manny Marc, MC Bogy, Basstard und MOK bekannt.
Kurz vor der Jahrtausendwende gründeten Bass Sultan Hengzt und Amse auf Geheiß von MC Bogy die sogenannten „BC-Juniors“ namens „TMR“ (Terminators), aus deren Reihen später ebenso Rap-Künstler wie Tony D, und Smoky hervorgingen.
Im Gegensatz zu TMR ist die Gang BC in der illegalen Graffiti-Szene seit Mitte der 2000er-Jahre nicht mehr aktiv, wobei sie in der Musikbranche, bestehend aus unter anderem Frauenarzt, MC Bogy und Basstard auch in den Folgejahren als Rap-Crew existierte. Unabhängig von der Teilhabe oder Mitwirkung an anderen Labels entstand im Jahr 2004 auch ein Independent-Label namens „Berlin Crime Entertainment“ über das einige wenige Mitglieder Musik veröffentlichten.

## In der Populärkultur
- Zu Beginn der 2000er-Jahre erschien im Rahmen des Programms Die Redaktion von RTL II eine Videoreportage über Jugendkriminalität mit Mitgliedern von Berlin Crime[14]
- Das im Jahr 2000 von King Orgasmus One veröffentlichte Tape Es gibt kein Battle!!! enthält den Song BC TMR mit Bass Sultan Hengzt, Basstard & Tony D[15]
- Die Tape-Veröffentlichung Untergrund Solo von Frauenarzt aus dem Jahr 2000 enthält einen Song namens Berlin Crime[16]
- Auf dem Sampler Kranke im Club von Rap Haus Records aus dem Jahr 2003 erscheint DJ Manny Marc mit dem Song Berlin Crime’97[17]
- Im Rahmen des Albums Verbrechen lohnt sich aus dem Jahr 2004 erschien von DJ Manny Marc das Musikvideo Berlin Crime[18]
- Das in 2004 veröffentlichte Album von Bass Sultan Hengzt & MC Bogy Von Bezirk zu Bezirk enthält einen Song namens BC TMR[19]
- Das Heisse Ware Mixtape von B-Tight und Tony D aus dem Jahr 2005 enthält den Song Aggro Berlin Crime mit Chuky, Manny Marc, Frauenarzt, MC Bogy & Smoky[20]
- Die von Mantikor Entertainment veröffentlichte Rap City Berlin DVD aus dem Jahr 2005 enthält einen Beitrag über „Berlin Crime Entertainment“ mit Mitgliedern der Crew BC[12]
- Im Jahr 2007 erschien das Musikvideo Berlin Crime von Problemkind mit MC Bogy, Basstard & Frauenarzt[21]
- Ein im Jahr 2012 veröffentlichtes Album von MC Bogy trägt den Titel Berlin Crime[22]
- Die Bonus-CD der Zwiespalt Trilogie von Basstard aus dem Jahr 2012 enthält den Song Berlin Crime und die Posse mit BossARO, Manny Marc, Frauenarzt, MC Bogy, Medizin Mann, Mehdie & Smoky[23]